# 284945 Saint-Imier
284945 Saint-Imier este un asteroid din centura principală de asteroizi.

## Descriere
284945 Saint-Imier este un asteroid din centura principală de asteroizi. A fost descoperit pe 14 martie 2010 la Vicques de Michel Ory. Asteroidul prezintă o orbită caracterizată de o semiaxă mare de 3,07 ua, o excentricitate de 0,08 și o înclinație de 4,8° în raport cu ecliptica.